# St. Vitus (Gaiganz)

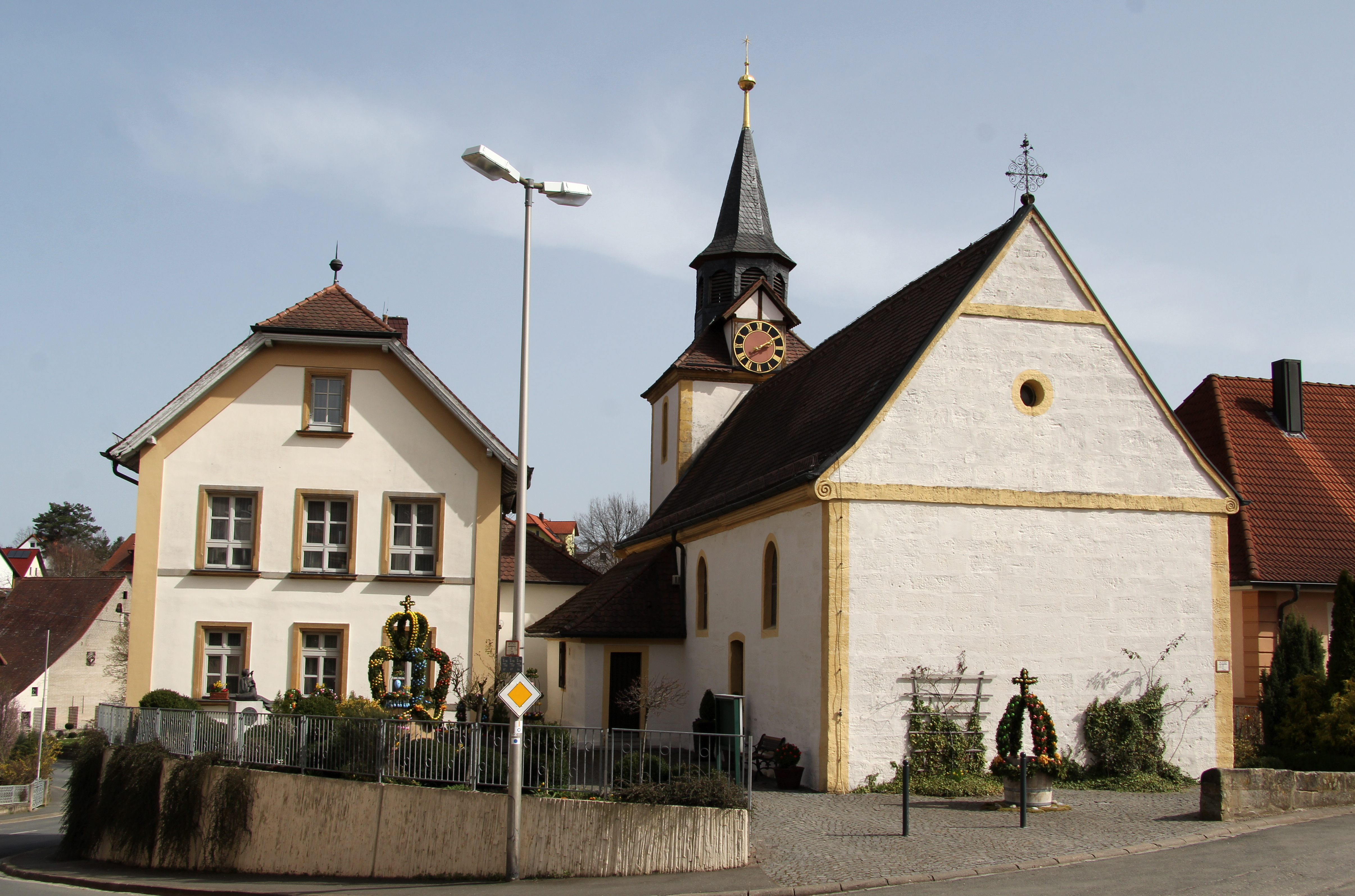
Außenansicht der Filialkirche St. Vitus in Gaiganz von Westen

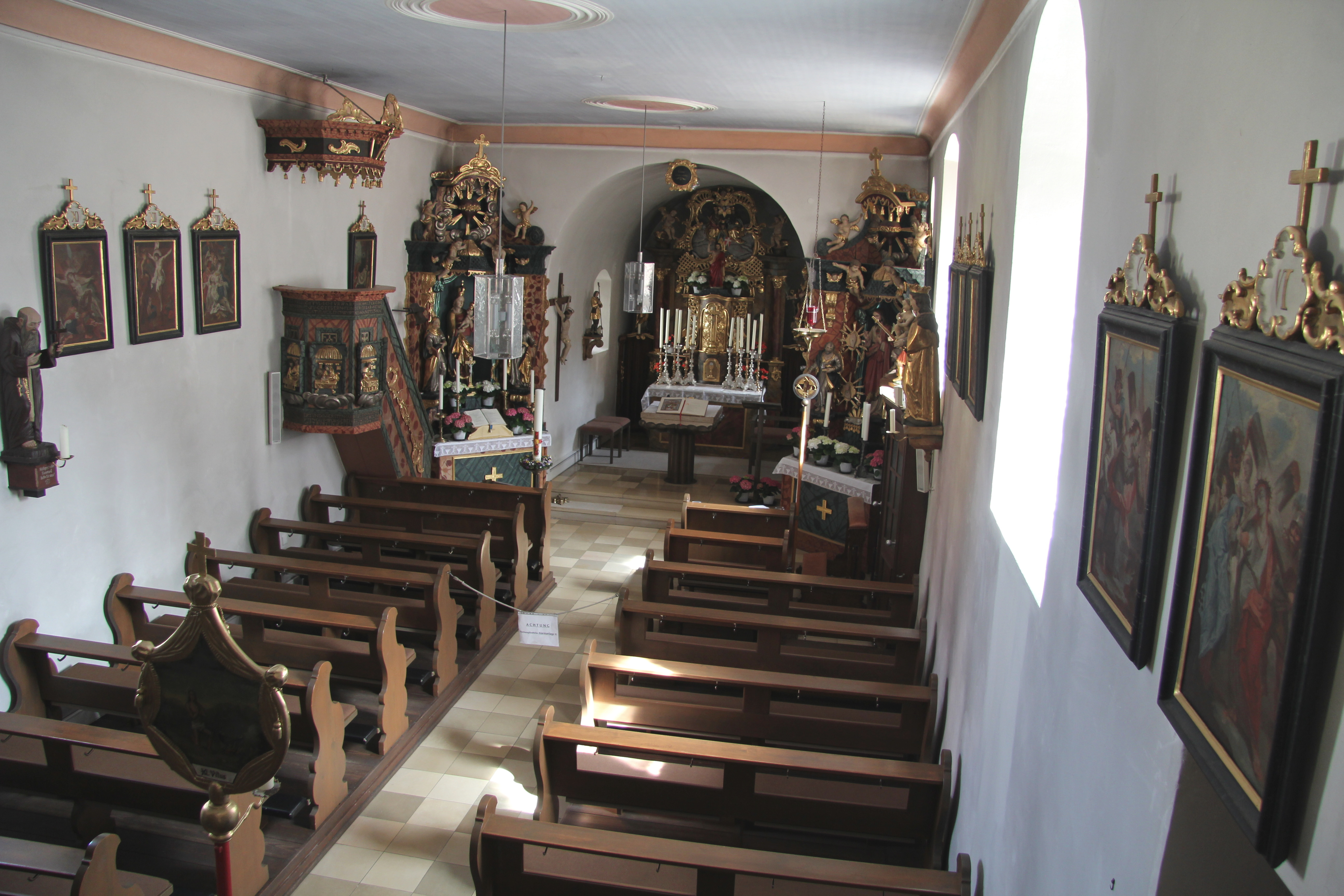
Innenraum

Die römisch-katholische Filialkirche St. Vitus ist ein denkmalgeschütztes Kirchengebäude in Gaiganz, einem Gemeindeteil von Effeltrich im oberfränkischen Landkreis Forchheim. Sie gehört zur Pfarrei St. Georg (Effeltrich) im Seelsorgebereich Neubau, der dem Dekanat Forchheim des Erzbistums Bamberg zugeordnet ist. Das Bauwerk ist unter der Denkmalnummer D-4-74-122-32 als Baudenkmal in der Bayerischen Denkmalliste eingetragen.

## Architektur
Der Chorturm stammt aus dem 12./13. Jahrhundert. Er wurde ab 1736 umgestaltet und dabei mit einem Pyramidendach versehen, dessen Dachgaube das Ziffernblatt der Turmuhr enthält. Darauf wurde ein achteckiger, schiefergedeckter Dachreiter gesetzt, der hinter den allseitigen, stichbogigen Klangarkaden den Glockenstuhl beherbergt. Den oberen Abschluss bildet ein achtseitiger Spitzhelm. An den Chorturm wurde im Jahr 1750 das sattelgedeckte Langhaus angebaut. Die 1973 entdeckten spätgotischen Wandmalereien im Inneren wurden wieder überputzt. 1980 wurde die Kirche renoviert.

## Ausstattung
Zur Kirchenausstattung gehören der um 1750 errichtete Hochaltar, zwei Seitenaltäre und eine mit Rocaillen dekorierte Kanzel. Die Gemälde der Kreuzwegstationen aus der zweiten Hälfte des 18. Jahrhunderts werden Georg Karl Urlaub zugeschrieben.